# Premio Guldbagge per la migliore scenografia
Il Premio Guldbagge per la migliore scenografia (Guldbaggen för bästa produktionsdesign) è un premio assegnato annualmente dal 2011 nell'ambito del premio svedese di cinematografia Guldbagge alla migliore scenografia dell'anno in una produzione nazionale.

## Albo d'oro
I vincitori sono indicati in grassetto, a seguire gli altri candidati.

### Anni 2010-2019
- 2011: - Roger Rosenberg - Kronjuvelerna
  - Anders Engelbrecht, Lena Selander e Folke Strömbäck - Simon och ekarna
  - Cian Bornebusch - The Stig-Helmer Story
- 2012: - Lina Nordqvist - Call Girl
  - Sandra Lindgren - Bitchkram
  - Peter Bävman e Pernilla Olsson - Dom över död man
- 2013: - Paola Holmér e Linda Janson - We Are the Best! (Vi är bäst!)
  - Wilda Wiholm - Känn ingen sorg
  - Josefin Åsberg - Monica Z
- 2014: - Ulf Jonsson, Nicklas Nilsson, Sandra Parment, Isabel Sjöstrand e Julia Tegström - Un piccione seduto su un ramo riflette sull'esistenza (En duva satt på en gren och funderade på tillvaron)
  - Linda Janson- Gentlemen
  - Pelle Magnestam - Tjuvarnas jul – Trollkarlens dotter
- 2015: - Kajsa Severin - Tjuvheder
  - Ulrika Fredriksson - Det borde finnas regler
  - Matilda Afzelius - En underbar jävla jul
- 2016: - Liv Ask e Bengt Fröderberg - Flykten till framtiden
  - Anna Asp - Den allvarsamma leken
  - Mikael Varhelyi - Hundraettåringen som smet från notan och försvann
- 2017: - Roger Rosenberg - Omicidio al Cairo (The Nile Hilton Incident)
  - Lina Nordqvist - Borg McEnroe
  - Josefin Åsberg - The Square
- 2018: - Ulrika von Vegesack - Ted – För kärlekens skull
  - Emma Sofia Wahlberg - Balkan Noir
  - Linda Janson - Unga Astrid
- 2019: - Anders Hellström, Frida Ekstrand Elmström e Nicklas Nilsson - Sulla infinitezza (Om det oändliga)
  - Peter Sparrow- Eld & lågor
  - Teo Baramidze - And Then We Danced

### Anni 2020-2029
- 2020: - Linda Janson e Charlotte Alfredsson - Se upp för Jönssonligan
  - Sabine Hviid - Charter
  - Christian Olander - Nelly Rapp – Monsteragent
- 2021: - Michael Higgins - Sagan om Karl-Bertil Jonssons julafton
  - Elle Furudahl - Knackningar
  - Paula Loos - Pleasure
- 2022: - Linda Janson - Granchio nero (Svart krabba)
  - Josefin Åsberg - Bränn alla mina brev e Triangle of Sadness
- 2023: - Catharina Nyqvist Ehrnrooth - Paradise is Burning (Paradiset brinner)
  - Elle Furudahl - Dogborn
  - Niels Sejer - Hammarskjöld
- 2024: - Elle Furudahl - Den svenska torpeden
  - Helga Bumsch - Düsseldorf, Skåne
  - Roger Rosenberg - Crossing